# Polizeiruf 110: Über den Dächern von Schwerin
Über den Dächern von Schwerin ist ein deutscher Kriminalfilm von Hans-Erich Viet aus dem Jahr 1999. Der Fernsehfilm erschien als 212. Folge der Filmreihe Polizeiruf 110. Der Film wurde vom NDR produziert.

## Handlung
Der Schornsteinfeger Jens Meister fotografiert während seiner Arbeitszeit Schwerin von oben, wobei er auch die Menschen aus ungewöhnlicher Perspektive ablichtet. Zufällig fotografiert er so auch den Vorsitzenden des Innenausschusses, Dr. Schwedler, der sich gerade mit einer Prostituierten am offenen Fenster vergnügt. Da Jens Meister finanzielle Probleme hat, die schließlich zur Pfändung seiner Fotoapparate führen, erpresst er Dr. Schwedler mit den Fotos um 5.000 D-Mark, um seine Schulden begleichen zu können. Dr. Stuber beauftragt Hinrichs mit den Ermittlungen in dieser delikaten Angelegenheit, wobei er ihm nicht die Identität des Erpressten verrät. Währenddessen geht in Schwerin eine Videothek in Flammen auf. Dr. Stuber setzt Groth auf diesen „Versicherungsfall“, da die Erpressung Dr. Schwedlers zu brisant ist und ausschließlich von Hinrichs bearbeitet werden soll.
Groths Enkelin Juliane und die ehemalige Prostituierte Nina, in die sich Hinrichs bei der Aufklärung seines letzten Falls verliebt hatte, arbeiten inzwischen gemeinsam in einem Reisebüro. Groth arrangiert ein Wiedersehen von Nina und Hinrichs. Beide treffen sich zum Abendessen, doch ruiniert Hinrichs den Abend, als er Nina das Erpresserfoto zeigt und die Prostituierte identifiziert wissen will. Erst später kann er Nina versöhnen und bucht bei ihr eine Reise für zwei Personen in den Süden.
Hinrichs glaubt, dass die Fäden im Erpresserfall bei der Edelprostituierten Marlene Motzko zusammenlaufen, doch unterlaufen ihm zahlreiche Pannen bei den Ermittlungen. Er beschattet Marlene zu auffällig, verhaftet einen Obdachlosen, den er für den Erpresser hält, und glaubt schließlich fälschlicherweise, dass Politiker Dr. Bortscheller der Erpresste sei. Groth wiederum ermittelt im Brandfall und erkennt schon bald, dass der Brand von den Videotheksinhabern Kraus und Tanard gelegt wurde. Beim Umhören in der Gegend wird ihm ein Foto gezeigt, das Jens Meister von einer Anwohnerin angefertigt hat. Mit Hinrichs begibt er sich zu Meisters Wohnung, in der sie ein kleines Entwicklungslabor finden. Während Hinrichs kurz darauf erneut einen falschen Mann verhaftet, den er für Meister hält, kann Groth im Pfandleihhaus den echten Meister verhaften. Der hat die Negative der Bilder, mit denen er Dr. Schwedler erpresst hat, unterdessen an Kraus und Tanard gegeben. Kraus wurde von ihm fotografiert, als er während der Brandstiftung die Videothek verlassen hat. Beide Männer hielten daher das Foto für ein Beweisstück, das sie vernichten wollten. Nun lassen sie die Fotos entwickeln, erkennen Dr. Schwedler auf den Bildern, und fordern 30.000 D-Mark vom Politiker. Bei der Geldübergabe gelingt es Hinrichs, beide Männer festzunehmen, auch wenn er dabei nur knapp dem Tod entkommt.
Dr. Stuber überbringt Hinrichs im Namen von Dr. Schwedler einen Präsentkorb für seine Arbeit. Auf eine Anklage verzichtet Dr. Schwedler und auch Dr. Stuber will von Anklagen absehen, um den Fall nicht öffentlich werden zu lassen. Hinrichs ist empört und gibt den Präsentkorb zurück. Auch auf eine angedachte Bewerbung für einen Posten im LKA, die Dr. Stuber nun unterstützen würde, verzichtet er. Wenig später bricht Hinrichs zusammen mit Nina in den Urlaub im Süden auf. Vor seinem Abflug schenkt er Groth zum Dank für die vielseitige Unterstützung eine neue Aktentasche, die dieser aber ganz schnell in seinem geliebten DDR-Beutel verstaut.

## Produktion
Über den Dächern von Schwerin wurde in Schwerin und Umgebung gedreht. Die Kostüme schuf Beate Pohl, die Filmbauten stammen von Marion Strohschein. Der Film erlebte am 18. Juli 1999 auf Das Erste seine Fernsehpremiere und erzielte bei der Erstausstrahlung eine Einschaltquote von 17,3 Prozent.
Es war die 212. Folge der Filmreihe Polizeiruf 110 und nach Rasputin der zweite Polizeiruf, bei dem Hans-Erich Viet Regie führte. Die Kommissare Hinrichs und Groth ermitteln in ihrem 13. Fall.
Unter den Filmen, die in der Videothek verbrannten, befand sich auch Der nackte Mann auf dem Sportplatz, in dem Kurt Böwe 1974 seine erste Hauptrolle übernommen hatte. Seine Figur Groth kommentiert das Werk mit den Worten „Guter Film.“. Beim Gedicht von Theodor Storm, das Groth im Film zitiert, handelt es sich um Die Stadt aus dem Jahr 1852.

## Kritiken
Für Die Tageszeitung war der Film „eine ausgewogene Mischung, wenn auch eher Krimikomödie als Thriller“, wobei besonders die zahlreichen Anspielungen auf „Ostprodukte“ sowie die verschiedenen Kalauer des Films hervorgehoben wurden. Die Passauer Neue Presse nannte den Polizeiruf sehenswert, habe er doch „eine einfallsreiche Geschichte, eine höchst realistische Beschreibung provinzieller Polizeiarbeit, jede Menge Lokalkolorit und glaubwürdige Dialoge, alles so lebensecht wie der Kuhmist am Gummistiefel. Kompliment!“ „In besten Momenten ein wunderbar skurriler Kleinstadt-Krimi“, fasste das Hamburger Abendblatt zusammen, während die Leipziger Volkszeitung den Film als „eine wunderbar leichte, blitzgescheite Komödie“ mit einem „Feuerwerk an Situationskomik“ lobte.
„In dem Film […] entwickelt sich eine mäßig spannende Geschichte, die nur erträglich ist, weil [die Ermittler] wie immer brillieren“, befand Der Spiegel. Auch die Mitteldeutsche Zeitung schrieb, dass der Fall selbst wenig interessant sei, dies jedoch auch nicht der Mittelpunkt sei: „Der  neue ‚Polizeiruf‘ aus Schwerin drehte sich vorrangig um den tölpelhaften  Blondschopf [Hinrichs] – der Krimi war aufgrund des satirischen Untertons […] ein leicht konsumierbares  Sommervergnügen.“ „Ein bißchen naiv, sympathisch und ziemlich norddeutsch, das Ganze“, fasste Rainer Tittelbach in der Stuttgarter Zeitung zusammen, und schrieb, dass es ein Polizeiruf „mit Humor und ohne Klamauk“ sei.